# Andrej Kramarić
Andrej Kramarić (* 19. června 1991 Záhřeb) je chorvatský profesionální fotbalista, který hraje na pozici útočníka nebo ofensivního záložníka za německý klubu TSG 1899 Hoffenheim a za chorvatský národní tým.

## Klubová kariéra
Kramarić je odchovancem Dinama Záhřeb. Kramarić debutoval v A- týmu Dinama 24. května 2009 v ligovém zápase proti Záhřebu. V létě 2012, po rozporech s vedením Dinama, zamířil na hostování do Lokomotivy Záhřeb a po sezóně Kramarić přestoupil do HNK Rijeka, kde ve 42 ligových zápasech vstřelil 37 branek.
V roce 2015 přestoupil za rekordních 9 milionů liber do Leicesteru City. Po půlroce odešel na hostování s opcí do německého klubu TSG 1899 Hoffenheim. Ve své debutové sezóně v Německu se stal s 18 góly (15 ligových) nejlepším střelcem Hoffenheimu. 29. března 2019 se stal historicky nejlepším střelcem klubu. 24. ledna 2021 se stal nejlepším chorvatským střelcem Bundesligy.

## Reprezentační kariéra
Kramarić debutoval v chorvatské reprezentaci v září 2014, když nastoupil do přátelského utkání proti Kypru. Svou první reprezentační branku vstřelil 9. září 2014 při výhře 2:0 nad Maltou v kvalifikaci na EURO 2016.
V květnu 2016 byl nominován na závěrečný turnaj EURO 2016. Ve Francii nastoupil do závěrů tří utkání, střelecky se neprosadil a Chorvaté byli z turnaje vyřazeni v osmifinále Portugalskem.
Kramarić gólem v barážovém utkání proti Řecku (výhra 4:1) pomohl Chorvatsku k postupu na mistrovství světa 2018 do Ruska. Na závěrečném turnaji nastoupil do všech zápasů, ve čtvrtfinálovém utkání proti Rusku se střelecky prosadil a pomohl k postupu po pokutových kopech. Chorvaté se překvapivě probojovali až do finále, ve kterém prohráli 4:2 s Francií.
Kramarić byl nominován i na turnaj EURO 2020. 18. června 2021 nastoupil v základní sestavě utkání skupinové fáze proti Česku a asistencí na branku Ivana Perišiće pomohl k zisku bodu za remízu 1:1. Kramarić nastoupil do všech utkání Chorvatska na turnaji, včetně osmifinálové prohry 3:5 po prodloužení se Španělskem.
V listopadu 2022 byl Kramarić povolán do chorvatského týmu na mistrovství světa do Kataru. V druhém zápase základní skupiny Kramarić dvakrát skóroval při výhře 4:1 nad Kanadou. S chorvatským týmem Kramarić došel pro další cenný kov na mistrovství světa, Chorvaté totiž v zápase o třetí místo porazili Maroko 2:1.
V červnu 2024 byl Kramarić nominován na závěrečný turnaj EURO 2024. 19. června gólem přispěl k remíze 2:2 s Albánií.

## Úspěchy

### Klubové

#### Dinamo Záhřeb
- Chorvatská první liga: 2009/10, 2010/11[22]
- Chorvatský pohár: 2010/11[22]
- Chorvatský super pohár: 2013[22]

#### Rijeka
- Chorvatský pohár: 2013/14[22]
- Chorvatský super pohár: 2014[22]

### Reprezentační
- Mistrovství světa ve fotbale FIFA: 2. místo 2018 [23]

### Individuální
- Tým sezóny Bundesligy podle kickeru – 2017/18[24]

### Řády
- Řád vévody Branimira se stuhou: 2018 [25]